# Ariobarzane III de Cappadoce
Pour les articles homonymes, voir Ariobarzane.
Ariobarzane III Eusèbes Philoromaios (en grec ancien Ἀριοϐαρζάνης Εὐσεϐής) est un roi de Cappadoce de 51 à 42 av. J.-C.

## Biographie
Fils aîné d'Ariobarzane II de Cappadoce, il ne se maintient qu'avec l'appui des Romains. Il est notamment aidé par Cicéron, proconsul de Cilicie (51-50), à déjouer une conspiration destinée à mettre sur le trône son frère Ariarathe soutenu par Archélaos II de Comana, grand-prêtre du temple de Bellone à Comana.
Partisan de Jules César, il reçoit temporairement (47 à 44 av. J.-C.) de  ce dernier l'Arménie Mineure qui avait été retirée au galate Déiotaros, soutien de Pompée.
Après la mort du  dictateur il est accusé par Caius Cassius Longinus de conspiration contre Rome ; il est mis à mort par la suite.
Son frère Ariarathe X lui succède.